# Stade de la plage de Pärnu
Le stade de la plage de Pärnu (en estonien : Pärnu Rannastaadion) est un stade polyvalent d'athlétisme et de football situé dans le quartier balnéaire de Pärnu en Estonie.

## Présentation
Le stade est conforme à la catégorie II de l'IAAF et de l'UEFA.
La tribune du stade compte 1 501 places. De plus, il y a environ 1 000 places autour du stade.
Inauguré en 2016, le stade de la plage de Pärnu est ouvert tous les jours aux visiteurs réguliers, amateurs et sportifs de haut niveau. En plus du terrain principal, le complexe du stade de la plage comprend également un terrain d'entraînement, une auberge, une salle de sport avec vue sur la mer, une salle de séminaire et le café Statka Resto. Les matchs de football et les compétitions d'athlétisme se déroulent sur le terrain principal. 
À l'est du terrain principal se trouve un terrain d'entraînement en herbe de 12 500 m2.
L'auberge du stade de la plage compte 25 chambres au total, dont 3 chambres triples et 22 chambres doubles.
Les principaux utilisateurs du stade sont les athlètes de l'école de sport de Pärnu et les clubs de football Pärnu JK Vaprus et Pärnu JK.

## Galerie

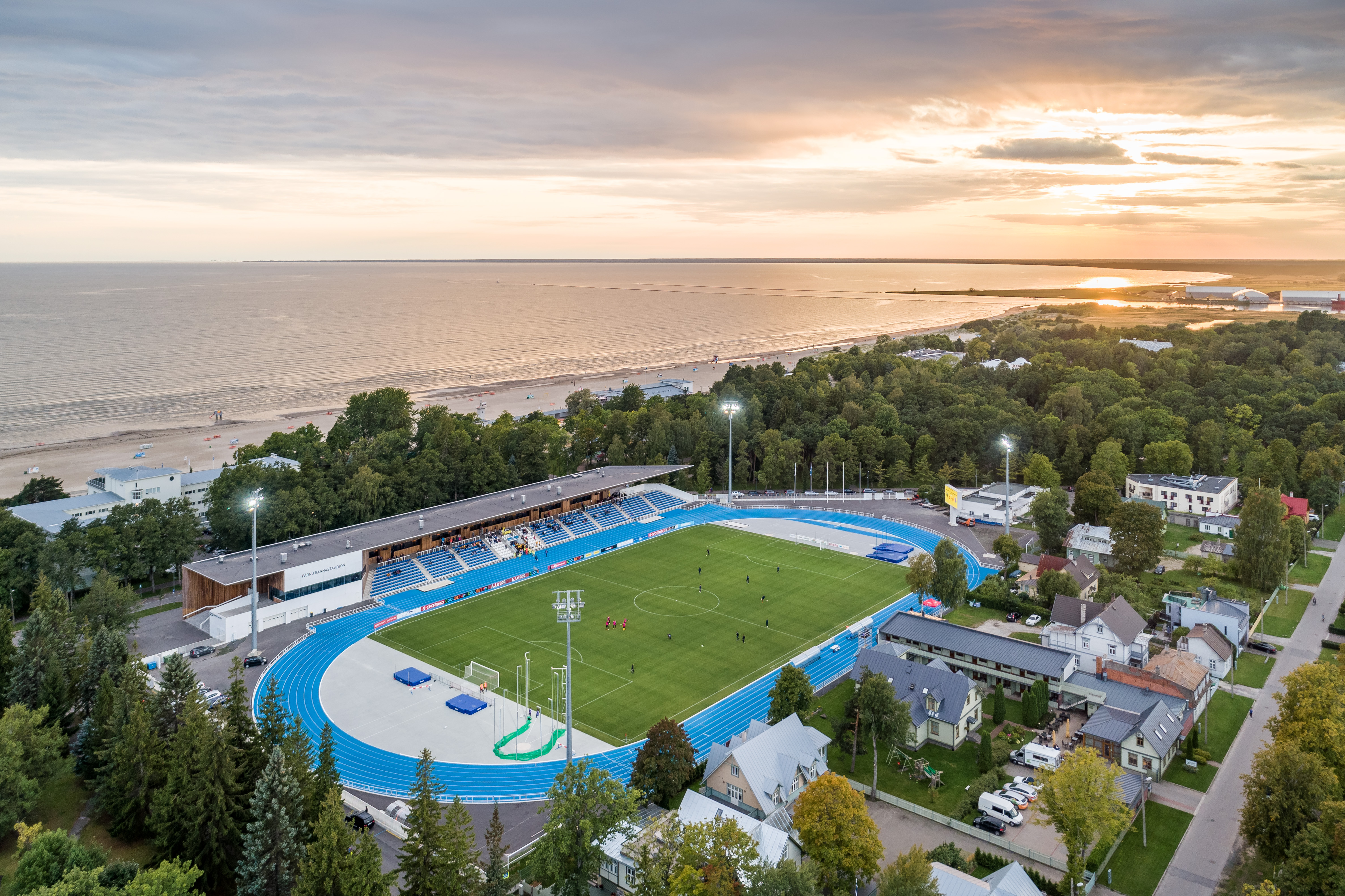
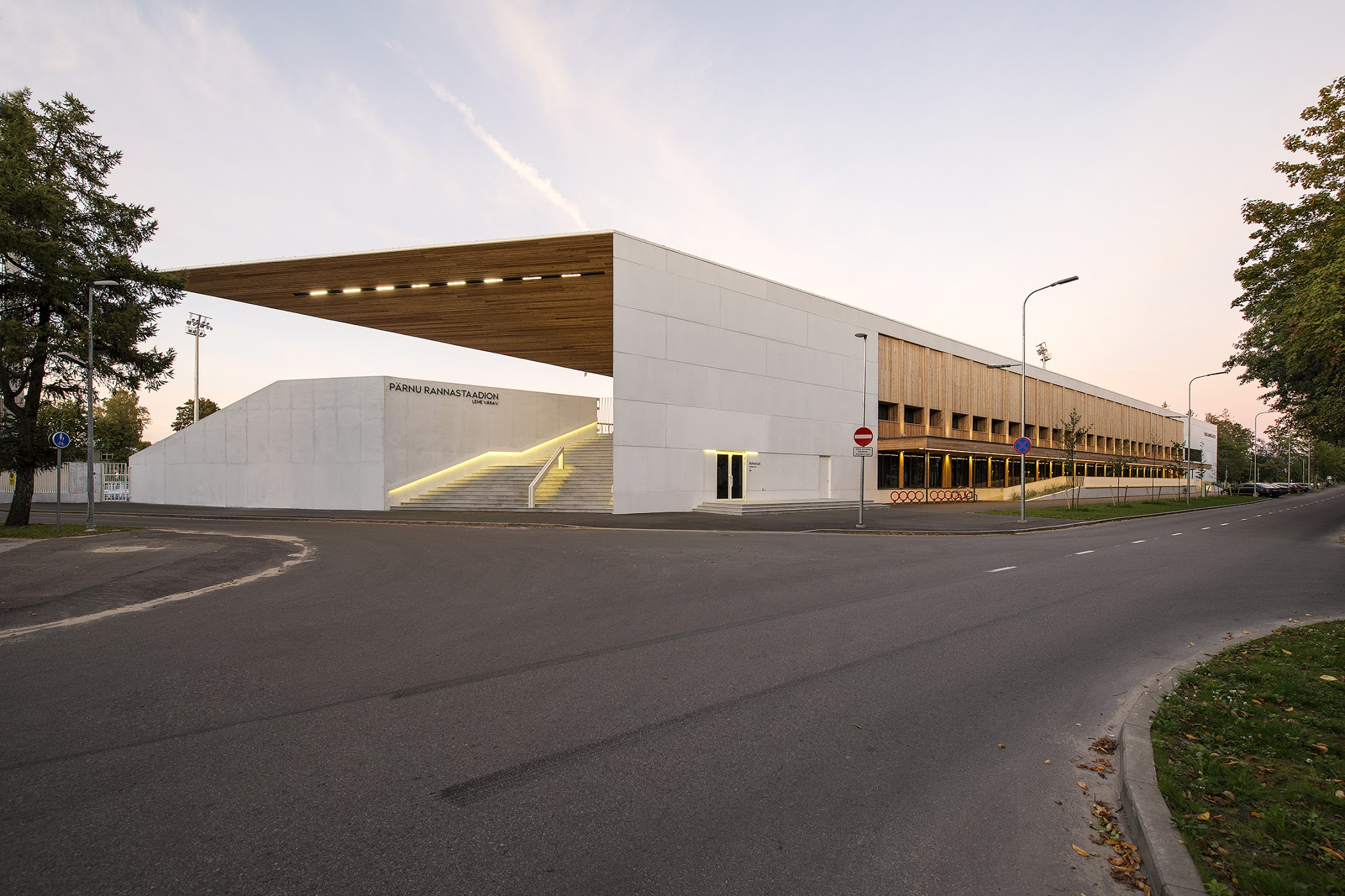
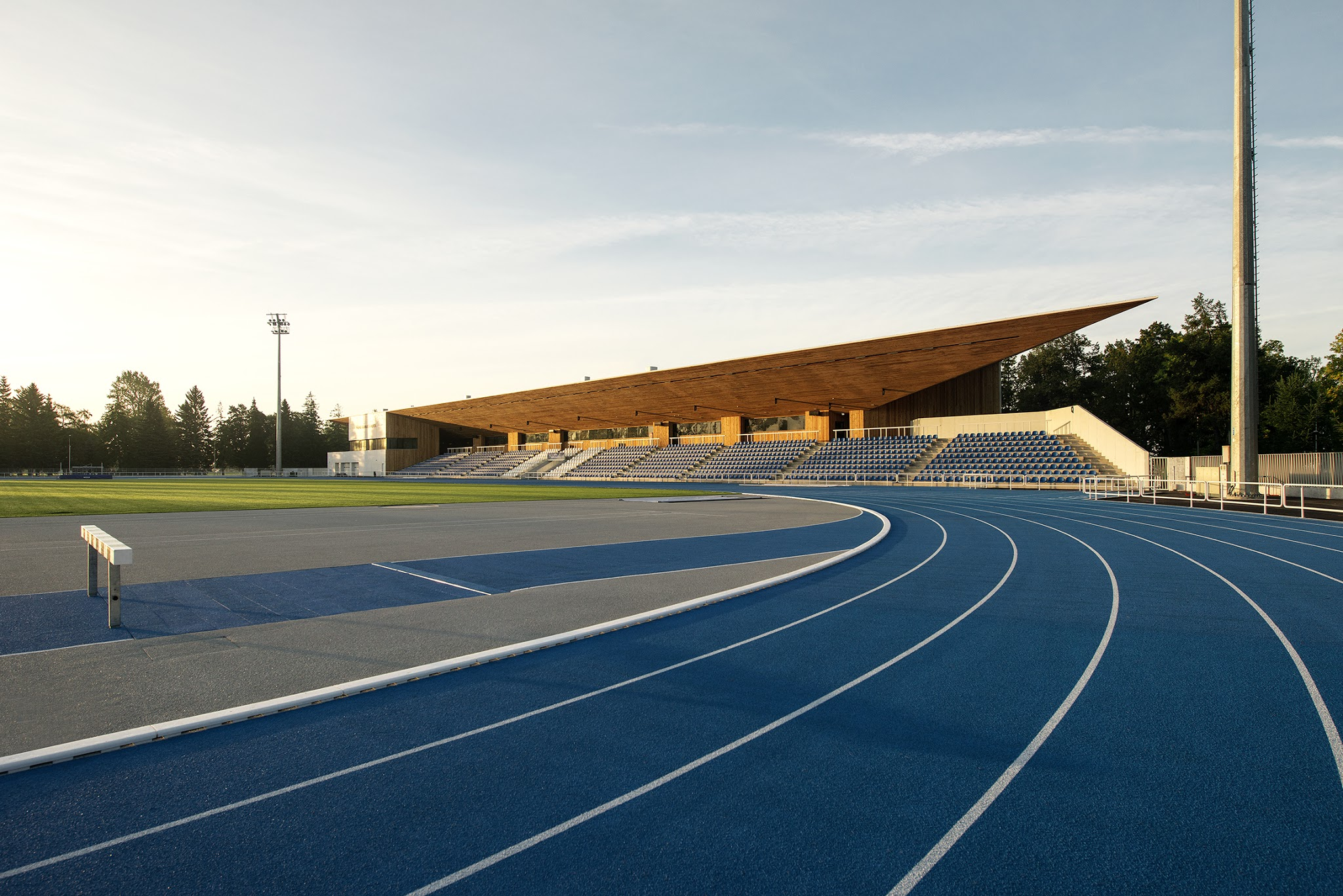